# Thomas de Vere, 8. Earl of Oxford
Thomas de Vere, 8. Earl of Oxford (* zwischen 1336 und 1338; † zwischen 12. und 18. September 1371 in Great Bentley, Essex) war ein englischer Magnat und Militär.

## Herkunft, Heirat und Erbe
Thomas de Vere entstammte der anglonormannischen Familie de Vere. Er war der zweite Sohn von John de Vere, 7. Earl of Oxford und von dessen Frau Maud de Badlesmere. Nach dem Tod seines älteren Bruders John 1350 wurde er der Erbe seines Vaters, der ihn unverzüglich mit Maud, einer Tochter von Sir Ralph Ufford und von Matilda of Lancaster verheiratete. Seine Braut war eine Nichte von Robert Ufford, 1. Earl of Suffolk, doch zum Zeitpunkt ihrer Verlobung noch ein Kind. Während sein Vater im Dienst des Königs im Hundertjährigen Krieg kämpfte, kam Thomas an den Königshof nach Westminster. Zu Lebzeiten seines Vaters gewährte ihm der König im August 1357 zur Deckung seiner Ausgaben eine jährliche Pension in Höhe von £ 40. Ende 1359 begleitete Thomas den König und seinen Vater auf den Feldzug nach Reims, bei dem sein Vater Anfang 1360 starb. Damit erbte Thomas den Großteil der Familienbesitzungen, den Titel Earl of Oxford und das Erbamt des Chamberlain of England. Die Familienbesitzungen waren jedoch trotz des Alters und des Ansehens der Familie für eine Magnatenfamilie recht bescheiden. Da sein Vater dazu in seinem Testament auch Thomas jüngeren Bruder Aubrey mit sieben Gütern bedacht hatte und seine Mutter traditionell ein Drittel der Familiengüter als Wittum erhielt, hatte Oxford bis zu ihrem Tod nur relativ geringe Einkünfte. Auch seine Frau stammte aus einer recht armen Familie und hatte als Mitgift nur ein Gut mit in die Ehe gebracht. Nachdem seine Mutter 1366 gestorben war, erbte er ihr Wittum. Seine Einkünfte reichten nun aus, um innerhalb von zwei Jahren £ 1121 aufzubringen, so dass er die beiden Güter, die seine Mutter auf ihrem Totenbett für wohltätige Zwecke gestiftet hatte, zurückkaufen konnte.

## Dienst als Höfling und Militär
Der Krieg mit Frankreich wurde 1360 durch den Frieden von Brétigny unterbrochen, bei dessen Bestätigung am 24. Oktober 1360 in Calais Oxford anwesend war. In der Folge übernahm Oxford verschiedene Ämter in seiner Heimat Essex, doch vor allem übte er das Amt des Lord Chamberlain bei Hofe aus, wo er zwischen 1362 und 1368 50 der insgesamt bekannten 97 königlichen Urkunden bezeugte. 
Als der Krieg mit Frankreich 1369 wieder aufflammte, nahm Oxford unter John of Gaunt an einem Feldzug nach Frankreich teil. Er stellte ein Kontingent von 40 Waffenknechten und 80 Bogenschützen und wurde zusammen mit dem Earl of March nach Calais gesandt. Der Feldzug verlief jedoch erfolglos, und auch Oxfords militärische Karriere endete jedoch bald, denn spätestens im Juli 1370 war er schwer erkrankt. Er kehrte nach England zurück, wo er am 1. August 1371 in seinem Wohnsitz Great Bentley in Essex sein Testament aufsetzte. Sein früher Tod bedeutete einen herben Rückschlag für seine Familie. Sein Haupterbe wurde sein Sohn Robert, seine Rüstung und andere Gegenstände vermachte er seinem Bruder Aubrey. Bereits im April 1370 hatte er seinem engsten Gefolgsmann Sir William Wingfield als Dank für dessen Dienste das Gut von Market Overton in Rutland vermacht. Oxford wurde in der Familienstiftung Earls Colne Priory in Essex beigesetzt, der er bereits 1361 das Patronat von West Wickham in Cambridgeshire gestiftet hatte.
Vor dem Abbruch der Klosterkirche wurde sein Grabdenkmal in die St Stephen's Chapel in Bures in Suffolk umgesetzt, wo es erhalten ist.